# Slijedni priopćajni postupci
U računarstvu, slijedni priopćajni postupci (obično kao CSP - od engl. Communicating Sequential Processes) je formalni jezik za opis uzoraka interakcije u konkurentnim sustavima. Član je porodice matematičkih teorija konkurentnosti poznate kao procesne algebre, ili procesni računi. CSP je utjecao na razvoj programskog jezika Occam.
CSP je prvi put opisan u radu iz 1978. autora C. A. R. Hoarea, ali je s vremenom znatno uznapredovao. CSP je praktično primijenjen u industriji kao alat za specificiranje i verificiranje konkurentnih aspekata raznih sustava - poput T9000 transpjutora, i sustava za sigurno elektroničko poslovanje. Akademske primjene CSP-a ga obično uključuju kao alat za istraživanje u teoriji konkurentnosti, na način na koji su apstrakni strojevi korišteni za proučavanje slijednih sustava. Sama teorija CSP-a je još uvijek predmet aktivnog istraživanja, uključujući rad koji se odnosi na povećanje opsega praktične primjenjivosti (npr. povećanje skale sustava koji može biti ukrotivo analiziran.